# 犁形鲹属
犁形鲹属是一种发现于意大利蒙特波卡化石库的始新世鲹科硬骨鱼类。与仙鲹属为近亲，同属犁形鲹亚科。